# Czaar Peter (bier)
Czaar Peter is een Nederlands bier van hoge gisting.
Het bier wordt gebrouwen in opdracht van de Stichting Noord-Hollandse Alternatieve Bierbrouwers (SNAB) te Purmerend in De Proefbrouwerij te Hijfte, België.
Het is een donkerbruin bier, type Russian imperial stout met een alcoholpercentage van 8,5% (17,7° Plato).

## Prijzen
- Australian International Beer Awards 2009 – Brons in de categorie "17H – Hybrid beer - other"